# Allariz
Allariz és un municipi de la província d'Ourense a Galícia. Pertany a la Comarca de Allariz-Maceda. Limita amb els municipis de: Paderne de Allariz, Xunqueira de Ambía, Sandiás, Vilar de Santos, Rairiz de Veiga, A Bola, A Merca i Taboadela.
| 9.083 | 8.707 | 9.366 | 5.530 | 5.313 |
| Fonts: INE i IGE (Els criteris de registre censal variaren i les dades de l'INE i de l'IGE poden no coincidir.) |       |       |       |       |

## Parròquies
- Allariz (Santiago) Outeiro de Orraca és un nucli de la parròquia de Santiago de Allariz. Tenia 179 habitants l'any 2011 (segons les dades de l'INE[1] i l'IGE[2]), dels quals 88 homes i 91 dones. Això suposa un petit augment de la població respecte al 2010, quan tenia 174 habitants (82 homes i 92 dones).
- Allariz (Santo Estevo)
- Augas Santas (Santa Mariña)
- Coedo (Santiago)
- Os Espiñeredos (San Breixo)
- Folgoso (Santiago)
- Meire (Santa María)
- Queiroás (San Breixo)
- Requeixo de Valverde (Santa María)
- San Mamede de Urrós (San Mamede)
- San Martiño de Pazó (San Martiño)
- San Trocado (San Trocado)
- San Vitoiro da Mezquita (San Vitoiro)
- Santa Baia de Urrós (Santa Baia)
- Seoane (San Xoán)
- Torneiros (San Miguel)

## Història
La vida local va tenir el seu origen en el castro que domina el riu Arnoia, creuat per camins estratègics. El topònim d'Allariz ens remunta al segle vi quan la presència sueva en la comarca crea la "Vila Aliaricii".
En el segle xi Alfons VI fa aixecar el Castell i les muralles. En el segle xii Alfons VII de Castella concedeix a la Vila el famós Fur que la converteix en Vila Reial. Sanç IV de Castella va nomenar la vila de Allariz Clau del Regne de Galícia, al mateix temps que en extramurs creixia una important colònia jueva. La participació d'Allariz en la revolta irmandiña i la fundació de l'Hospital són els fets més destacats del segle xv.
Entre els segles xvi i xvii es construïxen nombroses cases hidalgues, es col·loquen els quatre Cruceiros de la Vila, es funda l'Almodí Agrícola i comença una sèrie de guerres amb Portugal que continuen en el segle xviii per la qüestió successòria. En aquest mateix segle, un incendi destruí part del Convent de les Clarisses que es reedifica.
El segle xix comença amb l'ocupació de les tropes napoleòniques i prossegueix amb la desamortització de mitjan segle que va suposar el desmantellament del Castell i que culmina amb la desaparició del pont de la Zapateiría i bona part dels trams emmurallats. En 1900, la Vila viu moments de prosperitat, arribant a tenir 10.000 habitants. El lli era la principal ocupació amb més de 50 tallers. La decadència d'aquesta activitat coincideix amb l'auge de l'adobat del cuir, principal activitat fins a principis dels 60. Des de llavors, es va produir una decadència econòmica i demogràfica de la qual Allariz ha ressorgit en els últims anys.